# Марі Оділь Бонкунгу-Баліма
Марі Оділь Бонкунгу-Баліма (фр. Marie Odile Bonkoungou-Balima) — юристка та дипломатка Буркіна-Фасо. Надзвичайний і Повноважний Посол Буркіна-Фасо в Німеччині, з одночасної акредитацією в Україні.

## Життєпис
У 1985 році закінчила школу правознавства, Університету Уагадугу, магістр ділового права; У 1987 році Національну школа адміністрації і магістратури (ENAM), Уагадугу, диплом в області загального управління. Володіє французькою, англійською мовами.
У 1989—1990 рр. — директор з управління кар'єрою в Міністерстві цивільної служби; У 1998 році — генеральний директор державної служби;
У 1990—1992 рр. — директор «Законодавство і документація» Департаменту та науковий керівник Дирекції з вивчення і судових процесів у Міністерстві цивільної служби;
У 2001—2002 рр. — заступник генерального секретаря уряду і Кабінету міністрів;
У 2002—2005 рр. — Генеральний секретар уряду і Кабінету міністрів;
У 2005—2011 рр. — Міністр початкової освіти і грамотності Буркіна-Фасо;
З січня 2011 по квітень 2011 рр. — Міністр національної освіти і грамотності Буркіна-Фасо;
З 24 лютого 2012 року — Надзвичайний і Повноважний Посол Буркіна-Фасо в Німеччині;
З 5 липня 2013 року — Надзвичайний і Повноважний Посол Буркіна-Фасо в Україні за сумісництвом;
5 липня 2013 року — вручила вірчі грамоти Президенту України Віктору Януковичу.
З 12 лютого 2014 року — Надзвичайний і Повноважний Посол Буркіна-Фасо в Польщі за сумісництвом.
Надзвичайний і Повноважний Посол Буркіна-Фасо в Білорусі за сумісництвом.

## Лекції
- «Буркіна-Фасо до випробування зі зміни клімату» Лекція посла Буркіна-Фасо в Німеччині, Берлінський міжнародний економічний конгрес 2013[6]

## Нагороди та відзнаки
- Кавалер ордена Академічних пальм
- Офіцер Національного ордена (2003)
- Командор Національного ордена (2010)